# Eulophiella roempleriana
Eulophiella roempleriana är en orkidéart som först beskrevs av Heinrich Gustav Reichenbach, och fick sitt nu gällande namn av Rudolf Schlechter. Eulophiella roempleriana ingår i släktet Eulophiella och familjen orkidéer. Inga underarter finns listade i Catalogue of Life.

## Bildgalleri

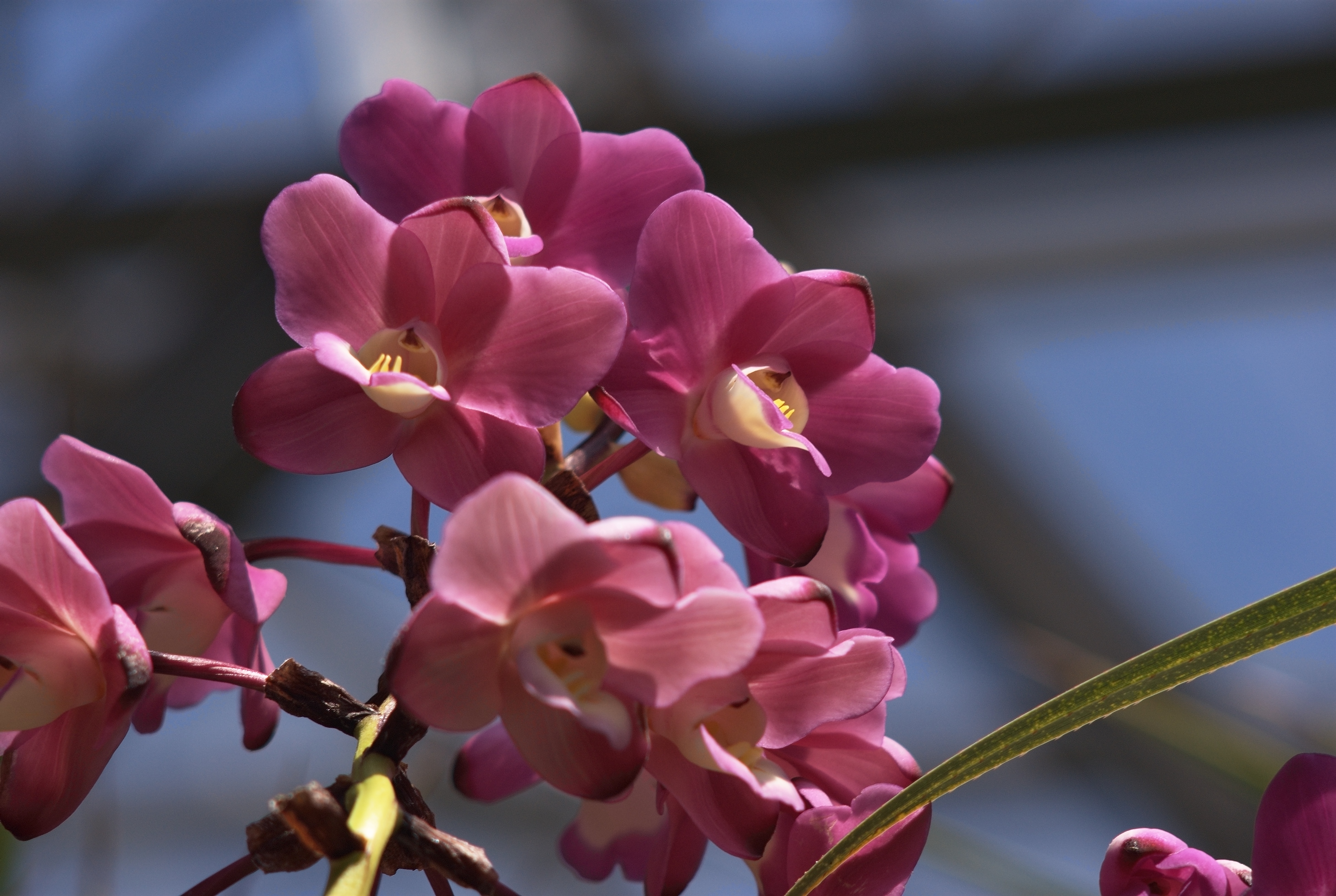
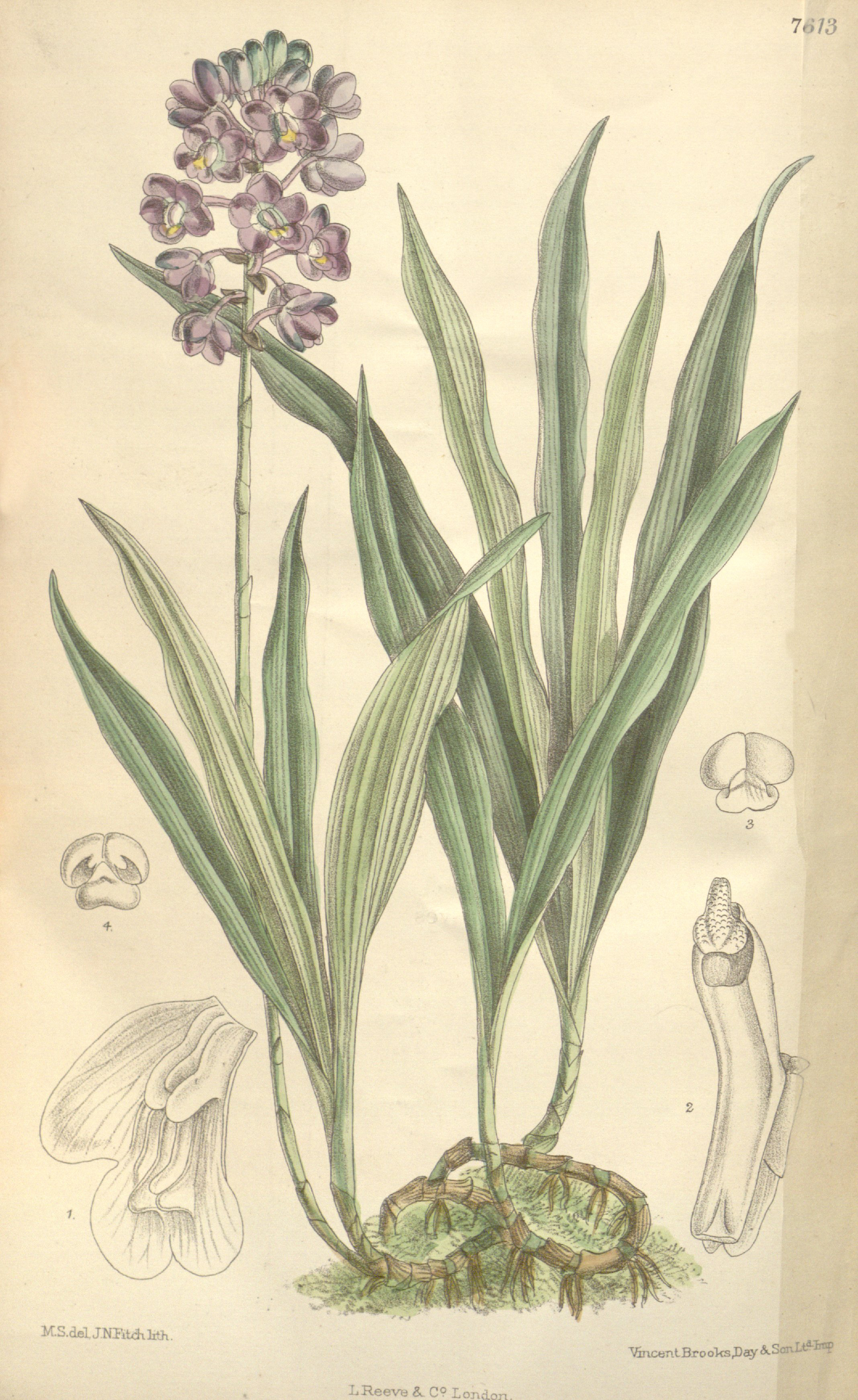